# Układ zamknięty
Układ zamknięty ('Gesloten circuit') is een Poolse actiefilm uit 2013 onder regie van Ryszarda Bugajskiego. De film over corrupte ambtenaren die een succesvol elektronicabedrijf proberen over te nemen is gebaseerd op werkelijke gebeurtenissen.

## Verhaal
Drie jonge zakenmannen openen met een feest in 2003 in Gdańsk een nieuwe fabriek van hun snelgroeiende elektronicabedrijf. De oude officier van justitie Kostrzewa is ook aanwezig op het feest. Hij is een berucht manipulator en een gewetenloze jager op mensen die zwakker zijn dan hemzelf. Kostrzewa sluit een verbond met een hoge ambtenaar met als doel het bedrijf over te nemen. De drie zakenmannen worden opgepakt op beschuldiging van witwassen en deelnemen aan een criminele organisatie. Ze vechten om vrij te komen en hun reputatie te herstellen.

## Rolverdeling
- Janusz Gajos als Andrzej Kostrzewa
- Kazimierz Kaczor als Miroslaw Kaminski
- Wojciech Zoladkowicz als Kamil Slodowski
- Robert Olech als Piotr Maj
- Przemysław Sadowski als Marek Stawski
- Magdalena Kumorek als Dorota Maj